# John Andersson (ingenjör)
Bror John Fritiof Andersson, född 14 mars 1862 i Köpenhamn, död 1 februari 1939 i Stockholm, var en svensk ingenjör och donator.

## Biografi
Andersson, som hade svenska föräldrar, studerade vid Flottans minskola och Kungliga Tekniska högskolan samt anställdes 1884 vid Stockholms Belltelefon AB:s ingenjörskontor, men övergick 1890 i Telegrafverkets tjänst, i vilket han först som ingenjör, sedan som telefonombud kvarstod till 1901. Åren 1890–1902 innehade han i Stockholm John Anderssons elektrotekniska byrå, och 1901 blev han verkställande direktör i AB Svensk Normaltid. 
Andersson stiftade 1901 och blev 1902 ensam innehavare av Åskledarkontrollanstalten i Stockholm. Denna hade till uppgift att insamla material för vetenskapligt studium av företeelser sammanhängande med åskväder, upprätta statistik rörande sådana, tillhandagå allmänheten med råd och upplysningar till skydd mot blixtens härjningar samt kontrollera och upprätta förslag till åskledaranläggningar, men ej att utföra sådana. 
År 1918 donerade Andersson och hans hustru 600 000 kronor till Uppsala universitet att förvaltas av B. John F. och Svea Anderssons stiftelse, "för befordrandet av studierna över atmosfäriska elektriska urladdningar". Han hade många kommunala förtroendeuppdrag (bland annat tillhörde han 1908-10 stadsfullmäktige i Stockholm). Han ägde från 1911 Vallstanäs säteri i Uppland och ägnade stort intresse åt jordbrukets industrialisering samt omläggning för bland annat elektromaskinell djuparbetning av jorden och bärgning av skörden.